# Militair Huis

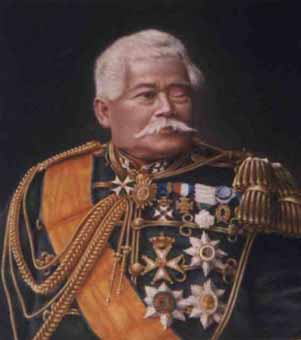
Generaal Karel van der Heijden was adjudant van Koning Willem III en draagt de daarbij behorende nestels

Het Militaire Huis is de militaire entourage van een staatshoofd, in het bijzonder een koning of regerend vorst. De tegenhanger is het Civiele Huis, de hofhouding.
Het militaire Huis herinnert aan de periode dat een koning zélf zijn legers aanvoerde, het werd ook wel de "Grote Staf" genoemd. Tegenwoordig bestaat het Militaire Huis uit:
- chef van het Militaire Huis
- generaal-adjudanten
- adjudanten
- vleugeladjudanten

Vroeger was het groter en waren er ook ordonnansen en liason-officieren aan verbonden.
De militairen worden vanuit de wapens gedetacheerd, Koning Willem III der Nederlanden stond er op dat de officieren van "Zijn" Militaire Huis ook tijdens de soms zeer langdurige perioden aan het hof, deze waren afhankelijk van 's Konings gunst, geregeld werden bevorderd. Het Ministerie verzette zich daartegen omdat een niet geoefende officier aan het hof zijn geschiktheid voor andere commando's in de loop der jaren verloor.
Om de waardigheid van het staatshoofd te benadrukken werden en worden de leden van het Militaire Huis uitgerust met bijzondere kledingstukken. Het meest opvallend zijn de traditionele gouden nestels van de adjudanten. Ze dragen ook een monogram van de vorst of vorstin op de kraagspiegel of revers.

## België
Het Militair Huis van de Koning wordt geleid door een opperofficier, een generaal of vlagofficier, die wordt bijgestaan door een hoofdofficier, Adviseur bij het Militair Huis en Voorzitter van het Coördinatiecomité van de informatica in het paleis, van het technisch informaticapersoneel en van het administratief secretariaatspersoneel. Tot het Militair huis behoren eveneens de Vleugeladjudanten en de Ordonnansofficieren van de Koning.